# Morfologia roślin

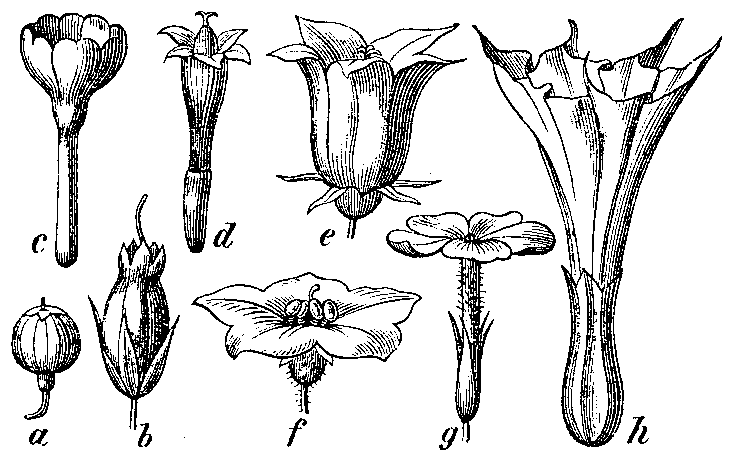
Różne kształty korony kwiatu

Morfologia roślin (gr. morphē = kształt, logos = nauka) – podstawowa gałąź wiedzy o roślinach. Obejmuje całość wiedzy o budowie roślin i protistach roślinopodobnych, na każdym ze stadiów rozwoju. W węższym znaczeniu obejmuje tylko wiedzę o zewnętrznej formie organizmów roślinnych. 
Podczas gdy morfologia zajmuje się badaniem zewnętrznej budowy roślin, anatomia roślin bada ich budowę wewnętrzną.
Morfologia roślin posiada wydzielone działy:
- morfologia porównawcza
- morfologia rozwojowa roślin
- morfologia eksperymentalna roślin
- organografia